# Załuże (rejon miadzielski)
Załuże – dawna kolonia. Tereny, na których była położona, leżą obecnie na Białorusi, w obwodzie mińskim, w rejonie miadzielskim, w sielsowiecie Słoboda.

## Historia
W czasach zaborów w powiecie wilejskim, w guberni wileńskiej Imperium Rosyjskiego.
Od 11 kwietnia 1922 kolonia leżała w Polsce, w województwie wileńskim, w powiecie duniłowickim, od 1927 roku w powiecie postawskim, w gminie Żośno.
W 1931 w 3 domach zamieszkiwało 16 osób.
W wyniku napaści ZSRR na Polskę we wrześniu 1939 miejscowość znalazła się pod okupacją sowiecką. 2 listopada została włączona do Białoruskiej SRR. 